# George Cosmatos
George Pan Cosmatos (Florència, Toscana, Itàlia, 4 de gener de 1941 − Victoria, Colúmbia Britànica, Canadà, 19 d'abril de 2005) va ser un director de cinema i guionista grec.

## Biografia
Després d'estudiar cinema a Londres es va convertir en assistent de direcció d'Otto Preminger a Èxode (1960), pel·lícula èpica de Leon Uris sobre el naixement d'Israel. Després va treballar a Zorba el grec  (1964), en la que Cosmatos va tenir un petit paper com a noi amb acne. Cosmatos va créixer a Egipte i Xipre i es diu que parlava en sis idiomes. Era famós a Itàlia per les pel·lícules Rappresaglia (1973), amb Marcello Mastroianni i El pas de Cassandra (1976), amb Sophia Loren. El 1979, va filmar la famosa i reeixida pel·lícula d'aventures de la Segona Guerra Mundial Evasió en Atenea, protagonitzada per un elenc de grans estrelles incloent a Roger Moore, David Niven, Telly Savalas, Elliot Gould i Claudia Cardinale.
Cosmatos va ser nominat per a un premi Golden Raspberry 1985 pel seu paper com a director de Rambo: First Blood Part II protagonitzada per Sylvester Stallone. També va dirigir un altre film de Stallone, Cobra. Al final de la seva carrera, Cosmatos va rebre molts elogis per Tombstone, un western de 1993 sobre Doc Holliday i Wyatt Earp. Aquesta pel·lícula va ser elogiada en particular per l'excepcional paper de Val Kilmer com Doc Holliday.
George P. Cosmatos va morir de càncer de pulmó el 19 d'abril de 2005 a l'edat de 64 anys.

## Filmografia[2]

### Director
- 1973: Represàlia (SS Représailles)
- 1977: El pas de Cassandra (The Cassandra Crossing)
- 1979: Escape to Athena
- 1983: Of Unknown Origin
- 1985: Rambo 2 (Rambo: First blood part II)
- 1986: Cobra
- 1989: Leviathan
- 1993: Tombstone
- 1997: Conspiració a l'ombra (Shadow Conspiracy)

### Guionista
- 1977: El pas de Cassandra